# 阿弥陀寺 (和泉市大野町)
阿弥陀寺（あみだでら）は、大阪府和泉市大野町にある高野山真言宗の寺院。安産祈願の寺として知られ、子安阿弥陀寺とも呼ばれる。宗教法人名は堯王院。

## 歴史
約1200年前、行基が光明皇后の安産に感激して、桜の大樹で阿弥陀如来を彫り、安置したのが始まりとされる。

## 交通
- 南海泉北線和泉中央駅から和泉市路線維持バス（父鬼ルート）の「父鬼」行きに乗車し、「大野」で下車、徒歩5分。
- 南海泉北線和泉中央駅から南海バス阪本線またははつが野線に乗車し、「納花」または「和泉青葉台」で下車。予約制乗り合い送迎サービス「チョイソコいずみ」に乗り継ぎ、「1103 大野町会館」で下車すぐ[3]。